# Aegilips nitidula
Aegilips nitidula är en stekelart som först beskrevs av Johan Wilhelm Dalman 1823.  Aegilips nitidula ingår i släktet Aegilips, och familjen glattsteklar. Arten är reproducerande i Sverige.